# D10H diesel
 (juillet 2021).
Si vous disposez d'ouvrages ou d'articles de référence ou si vous connaissez des sites web de qualité traitant du thème abordé ici, merci de compléter l'article en donnant les références utiles à sa vérifiabilité et en les liant à la section « Notes et références ».
Les D10H sont une ancienne série de locomotives diesel des chemins de fer vietnamiens provenant des Chemins de fer thaïlandais, où elles formaient la série 2001 à 2010.

## Conception
Du type CR 8 du constructeur, ces grosses locomotives à cabine centrale sont censées remorquer les trains de voyageurs. Elles sont équipées de deux moteurs V 12 leur assurant une puissance théorique de 1000 chevaux. Les chemins de fer Thaïlandais n'en seront jamais satisfaits et s'en débarrasseront dès que possible.

## Service
Les D10H 2000 ne conviennent pas non plus en Thaïlande : leurs moteurs à grande vitesse (2 100 tours par minute) ne sont pas au point et les transmissions sont défectueuses. Sous couvert du programme d'aide américaine en Asie, les États-Unis les transfèrent à la République du Viêt Nam dès 1964. Elles sont pris en compte par les Viêt Nam hoa xa sous les numéros 1988 à 1997 et surtout utilisées par l'United States Army. Dès 1968, elles sont cantonnées aux manœuvres sur le port de Saïgon. Toutes survivent à la guerre, et sont renumérotées dans la série D10H par les Chemins de fer vietnamiens. Elles y donnent aussi peu satisfaction qu'en Thaïlande et sont rapidement réformées. Quelques-unes subsistaient encore à l'état d'épaves aux ateliers de Chi Hoa en 1989.